# Migaloo
Migaloo (“whitefella” em algumas línguas aborígines) é uma baleia jubarte toda branca (Megaptera novaeangliae) que foi avistada pela primeira vez em 28 de junho de 1991 na costa leste australiana perto de Byron Bay. A sua canção foi gravado pela primeira vez em 1998, o que levou os cientistas a crer que Migaloo é um macho. Após análise genética em 2004 por cientistas da Southern Cross University, foi confirmado que o Migaloo é macho e possivelmente nasceu em 1986. Em 2022, uma baleia jubarte branca morta foi encontrada numa praia em Victoria, Austrália, que se pensava ser Migaloo. Após análise do Departamento de Meio Ambiente, Terra, Água e Planejamento (DEWLP) de Victoria, foi confirmado que a baleia encalhada era fêmea e, portanto, não Migaloo. O último avistamento relatado de Migaloo data de 2020 e, o que faz, algumas pessoas pensarem que Migaloo já pode ter morrido. Por outro lado, os cientistas sugerem que períodos de ausência mais longos não são incomuns e podem ter várias razões, como por exemplo mudanças nas rotas de migração.
Migaloo é provavelmente a baleia jubarte mais famosa do planeta, com um site próprio dedicado a ela e muitas notícias e reportagens. A popularidade levou a declarações especiais em Queensland protegendo Migaloo e outras baleias com mais de 90% de cor branca. Foi estabelecida uma zona de não aproximação de 500 metros em geral e 610 metros para aeronaves.

## Coloração branca
Ainda está em discussão se a cor branca de Migaloo é causada por albinismo verdadeiro ou se ele é leucístico ou hipopigmentado. Os primeiros registros mostraram que Migaloo tem uma coloração rosada ao redor do espiráculo, não tem pigmentação escura em marcas e cicatrizes, e parecia ter anormalidades na pele, essas observações juntas fornecem fortes evidências de que Migaloo é um albino verdadeiro. O verdadeiro albinismo, ou albinismo oculocutâneo (OCA) relacionado à tirosinase, ocorre quando a tirosina não é produzida ou não é adequadamente metabolizada em melanina, o que pode ser resultado de múltiplas mutações dando uma variedade de fenótipos, variando de albinismo parcial a completo. Mais recentemente, num estudo publicado em 2012 por um cientista do Australian Marine Mammal Center, amostras e biópsias de pele de Migaloo foram analisadas para procurar as causas da aparência branca. Os resultados mostram uma deleção de citosina no DNA, resultando numa proteína tirosinase truncada, uma base molecular confirmada de OCA1A, confirmando Migaloo como um verdadeiro albino.

### Avistamentos na Austrália
Outras baleias jubarte brancas foram vistas na Austrália, embora sejam consideradas raras. Em 2011, uma cria de jubarte branca foi avistada perto da grande barreira de corais na Austrália. A cria foi chamada de Migaloo Jr., dado que as pessoas levantaram a hipótese de que possa estar relacionado ao Migaloo, embora não haja confirmação disso. Migaloo Jr. tem uma mancha escura numa barbatana, o que indica que ele é leucístico e não um verdadeiro albino.
Em abril de 2022, outra baleia jubarte branca foi avistada na costa de Nova Gales do Sul. Sugere-se que seja um macho jovem e tenha uma pequena coloração cinza e, portanto, definitivamente não é Migaloo.
Também em 2022, uma fêmea jubarte branca morta foi encontrada na costa de Victoria, na Austrália.

### Avistamentos no resto do mundo
Em outras partes do mundo, os avistamentos de baleias jubarte brancas são raros, mas em 2012 uma baleia jubarte adulta branca foi avistada a alimentar-se perto da costa de Svalbard, na Noruega. Esta baleia foi vista pela primeira vez por um engenheiro marítimo britânico, Dan Fisher, que aproveitou a oportunidade para dar um nome especial à criatura: Willow the Whale. O indivíduo era completamente branco no lado dorsal, mas mostrava alguma coloração escura na parte inferior da barbatana caudal. As manchas e olhos escuros sugerem que se trata de um animal leucístico e não albino. Durante a investigação descobriu-se que em 2004 e 2006 houve avistamentos de uma baleia jubarte branca no Mar de Barents. É provável que se trate do mesmo indivíduo mas não é possível identificá-lo com base nas fotografias existentes. Em abril de 2022 foi avistado um indivíduo de baleia jubarte branco na costa do Pico e Ilha do Faial nos Açores, tratando-se provavelmente do mesmo indivíduo.
Em 2022, outro avistamento de uma jubarte branca foi feito, perto da costa da Costa Rica, onde um individuo branco jovem foi avistado e fotografado com um adulto com coloração normal. A cria foi avistada por um piloto voando sobre o noroeste da Costa Rica, este foi o primeiro avistamento de uma baleia jubarte branca no Pacífico Oriental. Esta cria é hipopigmentada, sem uma conclusão clara sobre a anormalidade cromática exata que determina sua coloração branca.

## Controvérsia do nome
Após a crescente popularidade, o público quis dar um nome à baleia. Os cientistas escolheram o nome "Migaloo". O termo "migaloo" significa "whitefella" entre os aborígines de Queensland. O termo foi escolhido pelos aborígines locais após, os cientistas lhes terem pedido para encontrar um nome aborígine apropriado para a baleia jubarte.
Há discussões sobre se o nome é apropriado, pois os termos indígenas para pessoas brancas podem ter significados ambíguos e também podem descrever espíritos humanos desencarnados. Também, à luz do sofrimento que os colonos brancos infligiram nos aborígines na Austrália, algumas pessoas consideram questionável o termo "migaloo" como um nome para uma baleia famosa.

## Migração
Como uma baleia jubarte, Migaloo realiza migrações sazonais entre as áreas de alimentação em latitudes elevadas e as áreas de reprodução localizadas em áreas mais tropicais. Ele pertence a um dos 7 stocks reprodutores reconhecidos no Hemisfério Sul, alimentando-se principalmente em solos antárticos, e movendo-se para norte para áreas de reprodução perto da Austrália, onde as baleias passam aproximadamente 2 meses.
Desde seu primeiro avistamento em 1991, a cor única de Migaloo permitiu aos cientistas estudar padrões de migração individuais, dada a elevada disponibilidade de dados relativos a avistamentos. Migaloo migra ao longo da parte oriental da Austrália a uma taxa de migração entre 125 e 140 km/dia, com uma velocidade média de 5,2 km/h, mais rápida do que a velocidade média registrada para outras baleias jubarte, provavelmente porque sendo um macho adulto suporta velocidades mais rápidas do que jovens e fêmeas com crias, por exemplo. Outra razão para a elevada velocidade pode ser evitar a pressão imposta pelos barcos de observação de baleias e outras embarcações recreativas.
Esta baleia mostra alta consistência na sua migração, passando por Cape Byron/Ballina aproximadamente na mesma época todos os anos durante a migração quer para norte quer para sul. Migaloo foi visto a viajar principalmente em grupos de 2 indivíduos, mas também sozinho ou em grupos de superfície ativos.
A ausência de Migaloo nas águas da Austrália Oriental e o seu recente avistamento na Nova Zelândia parecem sugerir que a rota de migração pode mudar com o tempo.